# Come Along with Me
〈Come Along with Me〉는 카툰 네트워크의 애니메이션 시리즈 《핀과 제이크의 어드벤처 타임》의 마지막 에피소드이다. 대한민국 방영 명칭은 〈모두 다 함께〉이다. 총 44분 분량의 4부작 스페셜로 2018년 9월 3일 방영되었으며, 열 번째 시즌 13화부터 16화이다. 작품 전체로는 280화부터 283화에 해당한다.
이번 에피소드에서 핀과 제이크는 버블검 공주와 함께 검발드에 맞서고, 초월적 존재인 골브가 우 랜드를 파괴시키는 것을 막기 위해 노력하는 이야기를 다루고 있다. 미국에서 총 92만 명이 시청하였으며, 평론가들로부터 긍정적인 평가를 받았다. 이후 프라임타임 크레이티브 아츠 에미상 시상식에서 최고의 단편 애니메이션 프로그램의 후보에 올랐다.

## 줄거리
작중 배경으로부터 1,000여 년이 지난 시점에서, 셜미와 그의 절친 베스는 녹이 슨 기계 팔을 발견하고 우의 왕을 찾아가 그 물건의 기원에 대해 묻게 된다. 우의 왕의 정체는 사실 비모였으며, 비모는 껌 전쟁 중 일어난 두 사건에 대해 설명한다.
버블검 공주와 동료들은 자신의 창조물인 동시에 삼촌인 검발드와 전투를 준비한다. 전쟁을 막기 위해 제이크는 자신을 포함하여 핀, 버블검, 검발드와 펀을 잠들게 하는 악몽의 물약을 던진다. 꿈속에서 버블검과 검발드는 결투를 벌이고, 핀은 펀과 화해한다. 잠에서 깨어난 버블검 공주와 검발드는 갈등을 끝내기로 합의한다. 사실 검발드는 버블검을 배신하려는 속셈이었으나, 롤리 이모의 방해로 검발드는 퇴화 용액을 맞고 펀치로 변신한다. 롤리와 버블검은 두 캔디 왕국이 서로 조화롭게 공존하며 살기로 결정한다.
모든 문제가 해결된 것처럼 보일 때 쯤, 베티 그로프와 킹맨(왕이 됐정)이 얼음 대왕을 원래 모습인 사이먼 페트리코프로 되돌리고, 킹맨의 죽은 아내 마글스를 되살리기 위해 골브를 소환한다. 마르셀린은 골브를 막지 못한다면 우 랜드가 멸망할 것이라고 설명한다. 얼음 대왕은 베티를 왕관의 힘으로부터 깨우려고 시도하나, 결국 둘은 핀과 함께 골브의 몸 속으로 들어가게 된다. 골브에 의해 흡수되며 "본질적인 형태"로 되돌아가는 동안 베티는 마법의 힘을 잃어 제정신을 차리고, 얼음 대왕은 다시 사이먼으로 돌아온다.
한편 버블검 공주는 돌연변이 괴물의 공격을 받는다. 마르셀린은 버블검을 구하고 둘은 서로 키스를 나눈다. 비모와 버블검, 마르셀린, 제이크는 골브가 음악에 취약하다는 사실을 깨닫고 모두 함께 노래를 부르도록 한다. 이 노래를 통해 핀과 사이먼, 베티는 골브로부터 탈출할 수 있었으나, 이 과정에서 왕관 또한 본연의 모습으로 되돌아가 왕관을 처음 쓴 사람의 진정한 소원을 다시 들어줄 수 있는 사실을 깨닫게 된다. 왕관이 골브의 몸 밖으로 나오면 그 힘이 사라질 수 있기에 베티는 골브의 몸 속에 남아 왕관을 쓰기로 결심한다. 베티는 골브를 없애달라는 소원을 빌었으나 소원이 이루어지지 않자, 대신 사이먼을 안전하게 지킬 수 있는 힘을 원한다는 소원을 빌게 된다. 이 소원이 받아들여지면서 베티는 골브와 하나의 몸으로 일체화가 되며 희생하고 우 랜드를 구하게 된다. 골브가 된 베티는 왕관을 남겨둔 채 포털을 통해 먼 행성 밖으로 빠져나간다. 베티는 빠져나가기 전 왕관을 땅에 떨어트렸는데, 건터가 이 왕관을 쓰고 소원을 빌게 된다. 제이크는 건터가 본 모습인 올가로그로 돌아갈 수 있다고 생각하여 이를 막아야 한다고 말한다. 하지만 사실 건터는 얼음 대왕이 되고 싶다는 소원을 빈 것이었고, 결국 건터는 왕관과 결합하여 얼음 대왕과 비슷한 모습이 되고 제이크는 안심한다.
펀은 세상을 떠나고, 핀은 펀에게 전쟁으로 파괴된 나무집의 터 위에 심어주겠다는 마지막 작별 인사를 나눈다. 핀과 제이크가 펀이 남긴 잔해를 땅에 심자 꼭대기에 핀의 검이 꽂혀 있는 거대한 새 나무가 싹을 틔운다. 이후 뮤직 홀은 핀과 제이크에게 작품의 엔딩 테마를 불러주고, 동시에 다른 등장인물들의 삶의 모습이 몽타주 형식으로 나온다. 현재 시점으로 돌아온 비모는 자신의 이야기를 마무리하고, 베스와 셔미는 비모가 이야기한 나무집을 찾기로 결심한다. 나무집을 발견한 둘은 꼭대기로 올라가고, 셔미는 핀의 검을 되찾는다. 베스와 셔미는 오프닝의 핀과 제이크와 비슷한 포즈를 취하며 이야기는 끝난다.

## 제작

### 개발

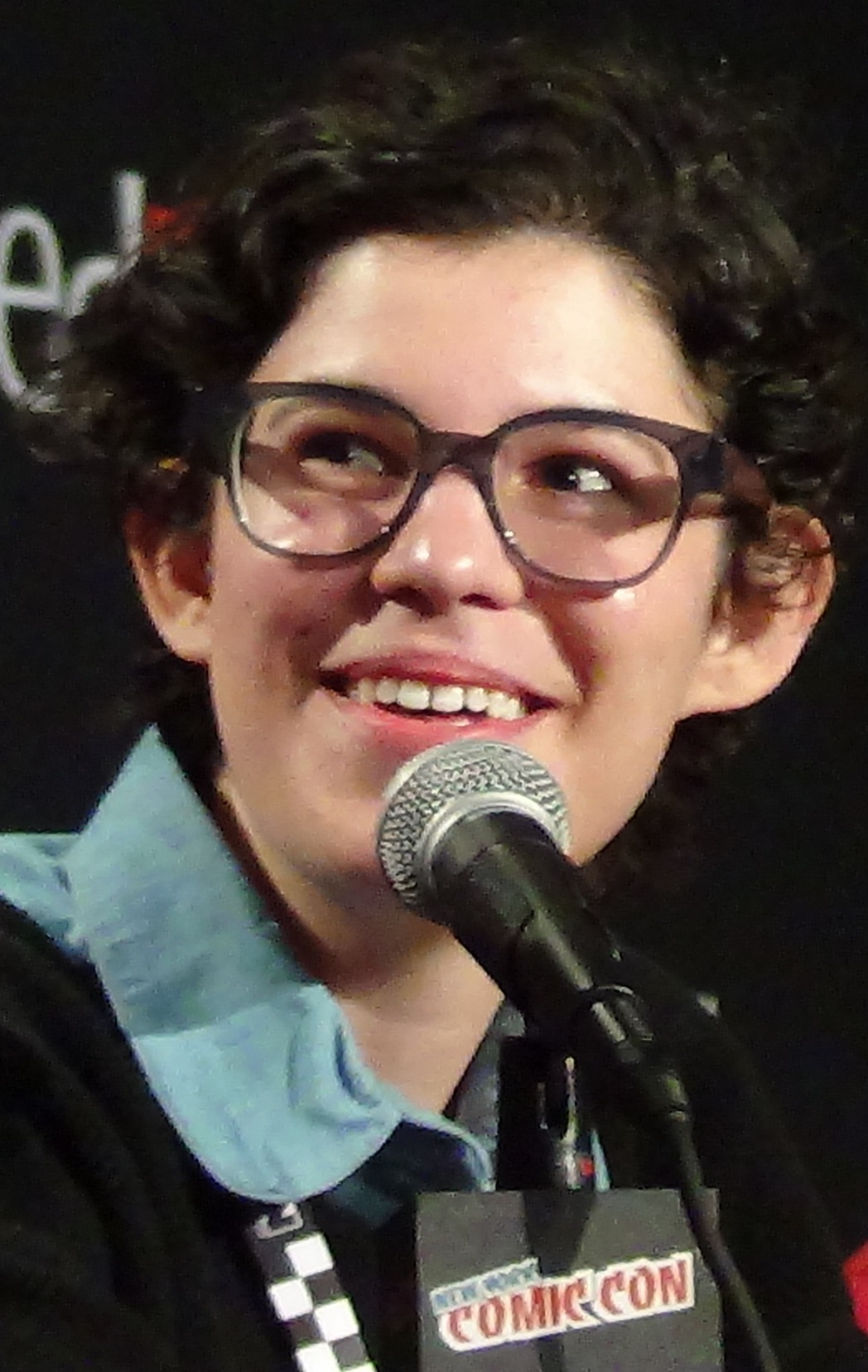
〈Time Adventure〉를 작사·작곡한 전 스토리보드 작가 리베카 슈거.

이번 에피소드는 톰 허피치, 스티브 울프하드, 수 킴(Seo Kim), 솜빌레이 제이어폰(Somvilay Xayaphone), 한나 K. 니스트롬(Hanna K. Nyström), 알렉스 숀월드(Aleks Sennwald), 샘 올던(Sam Alden), 그레이엄 폴크(Graham Falk)가 스토리보드를 맡았다. 각본은 애슐리 버치, 톰 허피치, 쇼 러너 애덤 무토, 수석 작가 켄트 오즈번, 잭 펜다비스, 줄리아 포트와 펜들턴 워드가 담당하였다. 전 수석 배경 디자이너 고스트슈림프(Ghostshrimp)가 다시 이번 에피소드의 배경 디자인을 맡았다.
켄트 오즈번은 인터뷰에서 카툰 네트워크가 제작진들에게 결말에 대해 오랫동안 생각할 수 있도록 기다려주었다고 밝혔다. 애덤 무토는 《TV 가이드》와의 인터뷰에서 마지막 화에 너무 많은 것을 담지 않기 위해 그 이전에 방영될 에피소드들에 조연 등장인물에 대한 이야기를 마무리 짓기 위해 노력했다고 설명하였다. 무토는 이 덕분에 피날레를 조금 덜 조밀하게 연출함과 동시에 "모든 인물들의 이야기를 묘사할 수 있었고, 결국 이들이 마지막에 어떻게 되었는지 보여줄 수 있었다."라고 말하였다.
에피소드 마지막 부분에는 버블검 공주와 마르셀린이 서로 키스하는 장면이 담겼다. 무토는 이에 대해 "기존 원고에는 전혀 없었던 내용이었으나 시간이 지나면서 점차 발전해온 관계였다."라고 설명하였다. 처음 원고에는 원래 단지 두 캐릭터가 "서로 잠시 시간을 갖는다"는 표현만 있었으나 해당 부분을 맡게된 니스트롬이 해당 여백에 "어서!"("Come on!")이라고 남긴 메모를 보았고, 무토는 이에 이의를 제기할 수 없었다고 하였다. 또한 무토는 둘의 관계를 오랜 시간 발전시킨 공로를 전 스토리보드 작가 리베카 슈거에 돌렸다.
작가 펜다비스에 따르면 작품의 각본 작업은 2016년 11월 중순에 완료되었으며, 각본을 위한 마지막 미팅은 11월 21일에 이루어졌다. 오즈번은 11월 28일에 최종 각본이 스토리보드 작가에게 넘어갔다고 트위터에 글을 올렸으며, 2016년 12월 셋째 주에 제작진들에게 에피소드가 전달되었다. 마리아 뱀퍼드, 앤디 밀로나키스 등 여러 성우진에 따르면 마지막 더빙은 2017년 1월 31일에 이루어졌다.
앞선 시즌의 미니시리즈 《Stakes》, 《Islands》, 《Elements》와 마찬가지로 〈Come Along with Me〉에서는 스페셜 타이틀 오프닝을 선보였다. 이 시퀀스는 유아사 마사아키의 스튜디오 사이언스 사루(Science SARU)에서 제작하였고, 스티브 울프하드가 스토리보드를 맡았다.

### 음악
전 스토리보드 작가 리베카 슈거는 삽입곡 〈Time Adventure〉를 작곡하였다. 슈거는 노래에 대해 다음과 같이 설명하였다.
무언가가 끝날지언정 과거로부터 계속 존재한다는 사실에 대해 쓰고 싶었다. 실은 아무것도 사라지는 것은 없으며, 그저 인간으로서 살아가기 위해 우리의 마음이 매 순간 하나의 정보만을 순서대로 처리할 수 없기 때문에 그렇게 느껴질 뿐인 것이다. 《어드벤처 타임》을 위해 작업하던 내 시간이 너무 그립기도 하고, 여전히 애덤과 함께 사무실에서 이야기를 쓸 수 있다는 사실에 위로를 받기도 한다. 1930년대에 막대기와 노래, 춤과 함께 전통적인 방식으로 만화를 만들던 것처럼, 사무실로 출근하여 그와 함께 한 자리에서 이야기를 구상하며 그림을 그리고 벽에 포스트잇을 붙일 수 있다는 사실이 너무나도 행복하다.
2018년 샌디에이고 코믹콘에서 노래를 처음 선보였을 때, 슈거는 《어드벤처 타임》과 자신은 도저히 뗄레야 뗄 수가 없다고 말하면서 농담하기도 하였다. 제이크의 성우 존 디마지오는 "녹음 마지막 날에 슈거가 쓴 마지막 노래를 불러야 했다."라고 말하며 아름다운 노래를 만들어준 슈거에게 감사했다고 언급하였다.
베스의 성우를 맡은 윌로 스미스는 이번 에피소드의 주제가를 불렀다. 작품의 팬인 스미스는 이전에 마르셀린을 주제로 한 노래 〈Marceline〉을 자신의 2015년 데뷔 음반인 《Ardipithecus》에 수록하기도 하였다.
에피소드의 제목은 작품의 엔딩 곡인 〈The Island Song〉의 첫 소절에서 따온 것으로 해당 노래는 밴드 레이크가 부른 것이다. 결말부에서는 해당 노래를 배경으로 등장인물들의 마지막 모습을 함께 보여준다.

## 반응
〈Come Along with Me〉는 92만 명이 시청하였고, 18-49 연령대 닐슨 시청률에서 0.25를 기록하였다. 방영일 케이블 프로그램 시청률 순위에서는 25위를 기록하였다.
《디 A.V. 클럽》의 올리버 사바(Oliver Sava)는 'A' 등급을 주며 "작품을 더욱 특별하게 만들어 준 축하연"과 같았다고 표현하였다. 《폴리곤》의 에릭 스룸(Eric Thurm)은 "중요한 것은 모험 그 자체가 아닌 함께 하는 사람들과 그 경험이 주는 느낌이라는 것을 전달함으로써 《어드벤처 타임》은 다른 분위기와 다른 스타일, 다른 관점으로 우 랜드의 미래를 열 수 있는 경지에 도달하였다."라고 언급하였다. IGN의 대니얼 쉰들(Daniel Schindel)은 10점 만점에 10점을 주며 "《어드벤처 타임》의 에피소드 중 최고로 손꼽히지만, 더 중요한 것은 이 에피소드가 시리즈의 완벽한 마무리 역할을 했다는 점이다. 짜릿한 느낌표와 흥미로운 물음표, 그리고 슬픔과 평온한 시간을 한꺼번에 선사한다."라고 말하였다. 《엔터테인먼트 위클리》의 대런 프래니치(Darren Franich)는 에피소드에 'A' 등급, 작품 전체에 'A+' 등급을 부여하며 "영혼을 울리고 마음을 열어주는 결말을 가진 최고의 TV 프로그램 중 하나"라고 호평하였다.
《인디와이어》의 에릭 콘(Eric Kohn)은 'B+' 등급을 매기며 "《어드벤처 타임》 여정의 최고와 최악을 한데 모은 환상적인 세계관의 모든 면을 보여주기 위해 만들어진 45분 동안의 대결과 충돌의 집합체"라고 표현하였다. 버블검과 마르셀린의 관계에 대해서는 레즈비언 커플이 먼저 등장한 《스티븐 유니버스》와 비교하며  "《어드벤처 타임》 이 캐릭터들에 대해 너무 뒤늦게 만회해야만 했다는 사실은 아쉽지만, 그럼에도 불구하고 주류 엔터테인먼트 업계의 보수적인 한계를 얼마나 뛰어넘었는지 잘 보여주고 있다."라고 말하였다. 추가로 그는 "우 랜드에서 성은 매우 젠더플루이드하다."라고 덧붙였다. 《오버리 애니메이티드》(Overly Animated)의 딜런 하이센(Dylan Hysen)은 "텔레비전 역사 중 최고의 작품 중 하나"라고 말하며 작품의 많은 요소를 모두 만족스럽게 마무리했다는 점에서 "내가 상상할 수 있었던 것 이상의 결말"이었다고 언급하였다.
2019년 제71회 프라임타임 크레이티브 아츠 에미상 시상식에서 최고의 단편 애니메이션 프로그램(Outstanding Animated Program)의 후보에 올랐으나 수상에는 실패하였다.